# Grand Prix of Long Beach 2023
Der Grand Prix of Long Beach (offiziell Acura Grand Prix of Long Beach) auf dem Long Beach Grand Prix Circuit, fand am 16. April 2023 statt und ging über eine Distanz von 85 Runden à 3,18 km.

## Bericht
Zum ersten Mal in seiner Karriere startete Kyle Kirkwood (Andretti Autosport) aus der Pole Position in einen IndyCar Grand Prix. Beim rollenden Start (auch fliegender Start genannt), herrschte zwar keine saubere und parallele Aufstellung in zwei Reihen, trotzdem wurde der Start freigegeben, Kirkwood behauptete die Führung. Während des gesamten Rennens gab es zwei Gelbphasen. Nach 20 Runden kollidierte Pato O’Ward (Arrow McLaren SP) mit Scott Dixon (Chip Ganassi Racing) was zur Folge hatte, dass Dixon im Reifenstapel landete. Zwar konnte Dixon weiterfahren, wie O’Ward auch, fiel aber später mit technischem Defekt aus. Die Boxenstopps mischten das Fahrerfeld zeitweise durcheinander wegen den verschiedenen Strategien. Nach den regulären zweiten Boxenstopps lagen Kirkwood, Romain Grosjean (Andretti Autosport) und Josef Newgarden (Team Penske) vorne, Marcus Ericsson (Chip Ganassi Racing) und Colton Herta (Andretti Autosport) folgten auf Rang vier und fünf. Ericsson überholte Newgarden, der bis auf den neunten Rang zurückfiel wegen Spritmangels. So kam Ericsson auf dem dritten Rang ins Ziel und übernahm in der Meisterschaft die Führung mit 15 Punkten Vorsprung auf O’Ward und Alex Palou (Chip Ganassi Racing) mit 19 Punkten Rückstand. Kirkwood feierte seinen ersten Sieg in der IndyCar Serie überhaupt vor Grosjean.

## Meldeliste
| Startnummer | Fahrer              | Team                                 | Motor     |
| ----------- | ------------------- | ------------------------------------ | --------- |
| 2           | Josef Newgarden     | Team Penske                          | Chevrolet |
| 3           | Scott McLaughlin    | Team Penske                          | Chevrolet |
| 5           | Patricio O’Ward     | Arrow McLaren SP                     | Chevrolet |
| 06          | Hélio Castroneves   | Meyer Shank Racing                   | Honda     |
| 6           | Felix Rosenqvist    | Arrow McLaren SP                     | Chevrolet |
| 7           | Alexander Rossi     | Arrow McLaren SP                     | Chevrolet |
| 8           | Marcus Ericsson     | Chip Ganassi Racing                  | Honda     |
| 9           | Scott Dixon         | Chip Ganassi Racing                  | Honda     |
| 10          | Alex Palou          | Chip Ganassi Racing                  | Honda     |
| 11          | Marcus Armstrong    | Chip Ganassi Racing                  | Honda     |
| 12          | Will Power          | Team Penske                          | Chevrolet |
| 14          | Santino Ferrucci    | A. J. Foyt Racing                    | Chevrolet |
| 15          | Graham Rahal        | Rahal Letterman Lanigan Racing       | Honda     |
| 18          | David Malukas       | Dale Coyne Racing / HMD Motorsports  | Honda     |
| 20          | Conor Daly          | Ed Carpenter Racing                  | Chevrolet |
| 21          | Rinus VeeKay        | Ed Carpenter Racing                  | Chevrolet |
| 26          | Colton Herta        | Andretti Autosport / Curb-Agajanian  | Honda     |
| 27          | Kyle Kirkwood       | Andretti Autosport                   | Honda     |
| 28          | Romain Grosjean     | Andretti Autosport                   | Honda     |
| 29          | Devlin DeFrancesco  | Andretti Steinbrenner Autosport      | Honda     |
| 30          | Jack Harvey         | Rahal Letterman Lanigan Racing       | Honda     |
| 45          | Christian Lundgaard | Rahal Letterman Lanigan Racing       | Honda     |
| 51          | Sting Ray Robb      | Dale Coyne Racing / Rick Ware Racing | Honda     |
| 55          | Benjamin Pedersen   | A. J. Foyt Racing                    | Chevrolet |
| 60          | Simon Pagenaud      | Meyer Shank Racing                   | Honda     |
| 77          | Callum Ilott        | Juncos Hollinger Racing              | Chevrolet |
| 78          | Agustín Canapino    | Juncos Hollinger Racing              | Chevrolet |

## Klassifikationen

### Freies Training 1
| Pos. | Nr. | Fahrer       | Team                                | Motor     | Zeit       |
| ---- | --- | ------------ | ----------------------------------- | --------- | ---------- |
| 1    | 5   | Pato O’Ward  | Arrow McLaren SP                    | Chevrolet | 01:06.6999 |
| 2    | 9   | Scott Dixon  | Chip Ganassi Racing                 | Honda     | 01:06.9649 |
| 3    | 26  | Colton Herta | Andretti Autosport / Curb-Agajanian | Honda     | 01:06.9808 |

### Freies Training 2
| Pos. | Nr. | Fahrer          | Team               | Motor     | Zeit       |
| ---- | --- | --------------- | ------------------ | --------- | ---------- |
| 1    | 5   | Pato O’Ward     | Arrow McLaren SP   | Chevrolet | 01:05.9982 |
| 2    | 27  | Kyle Kirkwood   | Andretti Autosport | Honda     | 01:06.0149 |
| 3    | 28  | Romain Grosjean | Andretti Autosport | Honda     | 01:06.0629 |

### Qualifying
| Pos. | Nr. | Fahrer              | Team                                 | Motor     | Zeit       | Zeit       | Zeit       | Zeit       | Startplatz |
| Pos. | Nr. | Fahrer              | Team                                 | Motor     | Q1         | Q1         | Q2         | Q3         | Startplatz |
| Pos. | Nr. | Fahrer              | Team                                 | Motor     | Gruppe 1   | Gruppe 2   | Q2         | Q3         | Startplatz |
| ---- | --- | ------------------- | ------------------------------------ | --------- | ---------- | ---------- | ---------- | ---------- | ---------- |
| 1    | 27  | Kyle Kirkwood       | Andretti Autosport                   | Honda     | 01:06.5593 | N/A        | 01:06.4568 | 01:06.2878 | 1          |
| 2    | 8   | Marcus Ericsson     | Chip Ganassi Racing                  | Honda     | 01:06.6600 | N/A        | 01:06.4760 | 01:06.3253 | 2          |
| 3    | 28  | Romain Grosjean     | Andretti Autosport                   | Honda     | N/A        | 01:06.6780 | 01:06.3246 | 01:06.5347 | 3          |
| 4    | 10  | Alex Palou          | Chip Ganassi Racing                  | Honda     | N/A        | 01:06.3995 | 01:06.5651 | 01:06.5549 | 4          |
| 5    | 9   | Scott Dixon         | Chip Ganassi Racing                  | Honda     | N/A        | 01:06.5305 | 01:06.5787 | 01:06.5730 | 5          |
| 6    | 5   | Pato O’Ward         | Arrow McLaren SP                     | Chevrolet | N/A        | 01:06.5906 | 01:06.3993 | 01:06.6039 | 6          |
| 7    | 26  | Colton Herta        | Andretti Autosport / Curb-Agajanian  | Honda     | 01:06.8246 | N/A        | 01:06.6431 | N/A        | 7          |
| 8    | 2   | Josef Newgarden     | Team Penske                          | Chevrolet | 01:07.2614 | N/A        | 01:06.6452 | N/A        | 8          |
| 9    | 3   | Scott McLaughlin    | Team Penske                          | Chevrolet | N/A        | 01:06.6833 | 01:06.7251 | N/A        | 9          |
| 10   | 6   | Felix Rosenqvist    | Arrow McLaren SP                     | Chevrolet | 01:07.0130 | N/A        | 01:06.7317 | N/A        | 10         |
| 11   | 7   | Alexander Rossi     | Arrow McLaren SP                     | Chevrolet | 01:07.0328 | N/A        | 01:07.1049 | N/A        | 11         |
| 12   | 11  | Marcus Armstrong    | Chip Ganassi Racing                  | Honda     | N/A        | 01:06.6488 | 01:09.7839 | N/A        | 12         |
| 13   | 12  | Will Power          | Team Penske                          | Chevrolet | 01:07.2681 | N/A        | N/A        | N/A        | 13         |
| 14   | 60  | Simon Pagenaud      | Meyer Shank Racing                   | Honda     | N/A        | 01:06.8010 | N/A        | N/A        | 14         |
| 15   | 30  | Jack Harvey         | Rahal Letterman Lanigan Racing       | Honda     | 01:07.3150 | N/A        | N/A        | N/A        | 15         |
| 16   | 06  | Hélio Castroneves   | Meyer Shank Racing                   | Honda     | N/A        | 01:06.9385 | N/A        | N/A        | 16         |
| 17   | 45  | Christian Lundgaard | Rahal Letterman Lanigan Racing       | Honda     | 01:07.3957 | N/A        | N/A        | N/A        | 17         |
| 18   | 14  | Santino Ferrucci    | A. J. Foyt Enterprises               | Chevrolet | N/A        | 01:06.9517 | N/A        | N/A        | 18         |
| 19   | 21  | Rinus VeeKay        | Ed Carpenter Racing                  | Chevrolet | 01:07.8796 | N/A        | N/A        | N/A        | 19         |
| 20   | 29  | Devlin DeFrancesco  | Andretti Steinbrenner Autosport      | Honda     | N/A        | 01:07.0294 | N/A        | N/A        | 20         |
| 21   | 51  | Sting Ray Robb      | Dale Coyne Racing / Rick Ware Racing | Honda     | 01:07.9105 | N/A        | N/A        | N/A        | 21         |
| 22   | 77  | Callum Ilott        | Juncos Hollinger Racing              | Chevrolet | N/A        | 01:07.0490 | N/A        | N/A        | 22         |
| 23   | 55  | Benjamin Pedersen   | A. J. Foyt Enterprises               | Chevrolet | 01:08.2970 | N/A        | N/A        | N/A        | 23         |
| 24   | 15  | Graham Rahal        | Rahal Letterman Lanigan Racing       | Honda     | N/A        | 01:07.0909 | N/A        | N/A        | 24         |
| 25   | 18  | David Malukas       | Dale Coyne Racing / HMD Motorsports  | Honda     | No Time    | N/A        | N/A        | N/A        | 25         |
| 26   | 78  | Agustín Canapino    | Juncos Hollinger Racing              | Chevrolet | N/A        | 01:07.5956 | N/A        | N/A        | 26         |
| 27   | 20  | Conor Daly          | Ed Carpenter Racing                  | Chevrolet | N/A        | 01:07.6986 | N/A        | N/A        | 27         |

### Endergebnis
| Pos. | Nr. | Fahrer              | Team                                 | Motor     | Runden | Zeit/Rückstand | Boxenstopps | Startplatz | Führungsrunden | Punkte |
| ---- | --- | ------------------- | ------------------------------------ | --------- | ------ | -------------- | ----------- | ---------- | -------------- | ------ |
| 1    | 27  | Kyle Kirkwood       | Andretti Autosport                   | Honda     | 85     | 1:43:17.3748   | 2           | 1          | 53             | 54     |
| 2    | 28  | Romain Grosjean     | Andretti Autosport                   | Honda     | 85     | 0.9907         | 2           | 3          |                | 40     |
| 3    | 8   | Marcus Ericsson     | Chip Ganassi Racing                  | Honda     | 85     | 2.0588         | 2           | 2          |                | 35     |
| 4    | 26  | Colton Herta        | Andretti Autosport / Curb-Agajanian  | Honda     | 85     | 7.6371         | 2           | 7          |                | 32     |
| 5    | 10  | Alex Palou          | Chip Ganassi Racing                  | Honda     | 85     | 8.7770         | 2           | 4          | 2              | 31     |
| 6    | 12  | Will Power          | Team Penske                          | Chevrolet | 85     | 30.3224        | 2           | 13         |                | 28     |
| 7    | 6   | Felix Rosenqvist    | Arrow McLaren SP                     | Chevrolet | 85     | 30.9744        | 2           | 10         |                | 26     |
| 8    | 11  | Marcus Armstrong R  | Chip Ganassi Racing                  | Honda     | 85     | 31.9119        | 2           | 12         |                | 24     |
| 9    | 2   | Josef Newgarden     | Team Penske                          | Chevrolet | 85     | 33.7842        | 2           | 8          | 27             | 23     |
| 10   | 3   | Scott McLaughlin    | Team Penske                          | Chevrolet | 85     | 42.8320        | 2           | 9          |                | 20     |
| 11   | 14  | Santino Ferrucci    | A. J. Foyt Enterprises               | Chevrolet | 85     | 45.4351        | 2           | 18         |                | 19     |
| 12   | 15  | Graham Rahal        | Rahal Letterman Lanigan Racing       | Honda     | 85     | 46.2809        | 2           | 24         |                | 18     |
| 13   | 30  | Jack Harvey         | Rahal Letterman Lanigan Racing       | Honda     | 85     | 47.2828        | 2           | 15         |                | 17     |
| 14   | 45  | Christian Lundgaard | Rahal Letterman Lanigan Racing       | Honda     | 85     | 47.7781        | 2           | 17         |                | 16     |
| 15   | 60  | Simon Pagenaud      | Meyer Shank Racing                   | Honda     | 85     | 49.4864        | 2           | 14         |                | 15     |
| 16   | 29  | Devlin DeFrancesco  | Andretti Steinbrenner Autosport      | Honda     | 85     | 59.9343        | 2           | 20         |                | 14     |
| 17   | 5   | Pato O’Ward         | Arrow McLaren SP                     | Chevrolet | 84     | 1 Rd.          | 2           | 6          |                | 13     |
| 18   | 51  | Sting Ray Robb R    | Dale Coyne Racing / Rick Ware Racing | Honda     | 84     | 1 Rd.          | 2           | 21         |                | 12     |
| 19   | 77  | Callum Ilott        | Juncos Hollinger Racing              | Chevrolet | 84     | 1 Rd.          | 4           | 22         |                | 11     |
| 20   | 18  | David Malukas       | Dale Coyne Racing / HMD Motorsports  | Honda     | 84     | 1 Rd.          | 3           | 25         |                | 10     |
| 21   | 06  | Hélio Castroneves   | Meyer Shank Racing                   | Honda     | 84     | 1 Rd.          | 3           | 16         |                | 9      |
| 22   | 7   | Alexander Rossi     | Arrow McLaren SP                     | Chevrolet | 83     | Defekt         | 2           | 11         |                | 8      |
| 23   | 20  | Conor Daly          | Ed Carpenter Racing                  | Chevrolet | 83     | 2 Rd.          | 3           | 27         |                | 7      |
| 24   | 55  | Benjamin Pedersen R | A. J. Foyt Enterprises               | Chevrolet | 82     | 3 Rd.          | 3           | 23         |                | 6      |
| 25   | 78  | Agustín Canapino R  | Juncos Hollinger Racing              | Chevrolet | 52     | 33 Rd.         | 4           | 26         | 3              | 6      |
| 26   | 21  | Rinus VeeKay        | Ed Carpenter Racing                  | Chevrolet | 48     | Defekt         | 1           | 19         |                | 5      |
| 27   | 9   | Scott Dixon         | Chip Ganassi Racing                  | Honda     | 37     | Defekt         | 1           | 5          |                | 5      |

R=Rookie / 2 Gelbphase für insgesamt 7 Rd.

## Führungsrunden
| Fahrer           | Team                    | Anzahl |
| ---------------- | ----------------------- | ------ |
| Kyle Kirkwood    | Andretti Autosport      | 53     |
| Josef Newgarden  | Team Penske             | 27     |
| Agustín Canapino | Juncos Hollinger Racing | 3      |
| Alex Palou       | Chip Ganassi Racing     | 2      |